# Yamandú Canosa
Yamandú Canosa (Montevideo, 1954) és un dibuixant i artista uruguaià que resideix des de 1975 a Barcelona. Centra les seves obres en els límits del llenguatge i sobre la identitat cultural, la memòria i les migracions.

## Biografia
Va fer estudis d'Arquitectura fins a 1974 que es va radicar a Barcelona des d'on ha desenvolupat la major part de la seva carrera com a artista. Els seus inicis van ser a través del dibuix però després ha treballat en els àmbits de la fotografia, el collage i la pintura.
Va obtenir la beca de la Pollock-Krasner Foundation l'any 2000. La Fundació Suñol de Barcelona va realitzar el 2011 una exposició commemorant els seus 20 anys de trajectòria. El 2019 va ser seleccionat com a representant d'Uruguai a la Biennal de Venècia.

## Premis i reconeixements
- Premi Figari (2007)
- Representant d'Uruguai en la Biennal de Venècia (2019)